# Verkiezingen voor het Europees Parlement 1987
Naar aanleiding van de toetreding van Portugal en Spanje per 1 januari 1986 tot de Europese Unie werden in 1987 in deze landen tussentijdse verkiezingen voor het Europees Parlement gehouden.
Sinds 1 januari 1986 waren Portugal en Spanje in het Europees Parlement vertegenwoordigd geweest door op een tijdelijke basis benoemde afgevaardigden.
De verkiezingen in Spanje werden gehouden op 10 juni 1987. Aan Spanje werden 60 zetels in het Europees Parlement toegedeeld. De verkiezingen werden gelijktijdig met regionale verkiezingen in Spanje gehouden.
De verkiezingen in Portugal werden gehouden op 19 juli 1987. Aan Portugal werden 24 zetels in het Europees Parlement toegedeeld. De verkiezingen werden gelijktijdig met parlementsverkiezingen in Portugal gehouden.
Het totaal aantal zetels in het Europees Parlement steeg hierdoor naar 518.